# 噶禮
噶禮（转写：Gali；？—1714年），棟鄂氏，滿洲正紅旗人，清朝大臣。

## 早年
噶礼系满清开国五大臣之一何和哩四世孙。以荫生授吏部主事，迁升為郎中。康熙三十五年（1696年），康熙帝亲征噶尔丹，到克鲁伦河，噶礼隨左都御史于成龙_(旗人)督运中路兵粮，被康熙召见并赏识，不久提拔为盛京戶部理事官，此后一年内三次升迁，升为内阁学士。

## 山西巡抚
康熙三十八年（1699年），噶禮出任山西巡抚（1699年）。噶禮任官勤敏能干，但是被指“贪婪无厌，虐吏害民”，多次被彈劾貪污，還是得到康熙帝的信任。《清史稿》評噶禮「當官勤敏能治事，然貪甚，縱吏虐民，撫山西數年，山西民不能堪。」

## 两江总督
康熙四十八年（1709年），噶禮调任戶部侍郎。同年七月辛卯（1709年8月27日），噶禮升任江南江西總督，上疏彈劾江苏巡抚于準、江苏布政使宜思恭、江苏按察使焦映汉、苏松常镇四府粮储道贾朴、江宁知府陈鹏年，皆遭罢免。新任江苏巡抚张伯行（1651—1725年）号称清官，与噶禮发生冲突。

### 辛卯科场案及噶礼与张伯行互参案
康熙五十年（1711年），江南乡试发生辛卯科场案，张伯行上疏汇报舆情。于是康熙命尚書張鵬翮到揚州，会同噶禮、张伯行一同审案。又引发噶禮與張伯行互參案而被革職。

## 問罪死
康熙五十三年（1714年），噶禮母親叩閽，向康熙帝直言噶禮貪狀，並為張伯行伸冤，康熙帝說“其母尚恥其行，其罪不容誅矣！”又控訴噶禮與其弟色勒奇、兒子幹都等人於食物中下毒，圖謀弒母，噶禮妻的養子幹泰糾眾毀屋。經刑部審問屬實，擬處噶禮凌迟極刑，妻子絞刑，色勒奇、幹都皆斬，幹泰發配到黑龍江，家產沒入官。康熙帝令將噶禮自盡，妻子從死，餘如部議。

## 延伸阅读
[在维基数据编辑]
 《清史稿·卷278》，出自趙爾巽《清史稿》